# Ouarsenis
L'Ouarsenis (amazic: Ouarsnis, literalment ‘res de més alt’; àrab: الونشريس, al-Wanxarīs, llatinitzat pels francesos com El Ouanchariss) és un massís de muntanyes del nord-oest d'Algèria. Culmina al pic Sidi Amar (1.985 m), prop de Bordj Bou Naama, a la wilaya de Tissemsilt, 67 km al nord de Tissemsilt.
El massís s'estén entre l'uadi Chlef a l'est i al nord, l'uadi Mina a l'oest i la plana del Sersou al sud, a cavall sobre les wilayas de Medea, Ain Defla, Tissemsilt, Chlef, Relizane i Tiaret. Les principals cimeres són el mont Achaoun (1.850 m), el Ras Elbrarit (1.750 m) els pics Sidi Abdelkader i Sidi Amar, el mont Tamedrara i el Kef Siga.
La muntanya és alhora un refugi per a la flora i la fauna; s'hi troben sobretot vastos boscos de cedres, però afavoreix també l'agricultura, sobretot sobre la plana del Sersou coberta de cultius de cereals.
És una veritable reserva d'aigua per a la vall del Chlef, ja que dels seus flancs neixen els seus principals afluents: els uadis Deurdeur, Rouina, Tikzel, Sly i Rhiou. A l'est de les muntanyes s'estén sobre 3.616 ha el Parc Nacional de Theniet El-Had. Amb el seu magnífic bosc de cedres, al nord es troba la ciutat de Bordj Bou Naama al peu del pic Sidi Amar, punt culminant a 1.985 m, a l'est les fonts d'aigua calenta de Hammam Sidi Slimane, al nord els pobles de Lazharia, Boucaid, Larabaa i el lloc anomenat Ain Antar (indret turístic).
Els habitants són amazics zenetes i descendeixen dels Banu Ifran i Maghrawes. L'amazic, abans parlat a tot el massís, no sobreviu més que entre els Matmatas al nord de Taza i a Théniet El-had, a la cruïlla de les wilayas de Tissemsilt, Medea i Ain Defla, i potser a la regió de Bathia, però persisteix fortament en la toponímia local i els patronímics. Basset ha estudiat al seu llibre La Zenatiya de l'Ouarsenis els diferents dialectes parlats al segle xixe a la regió.

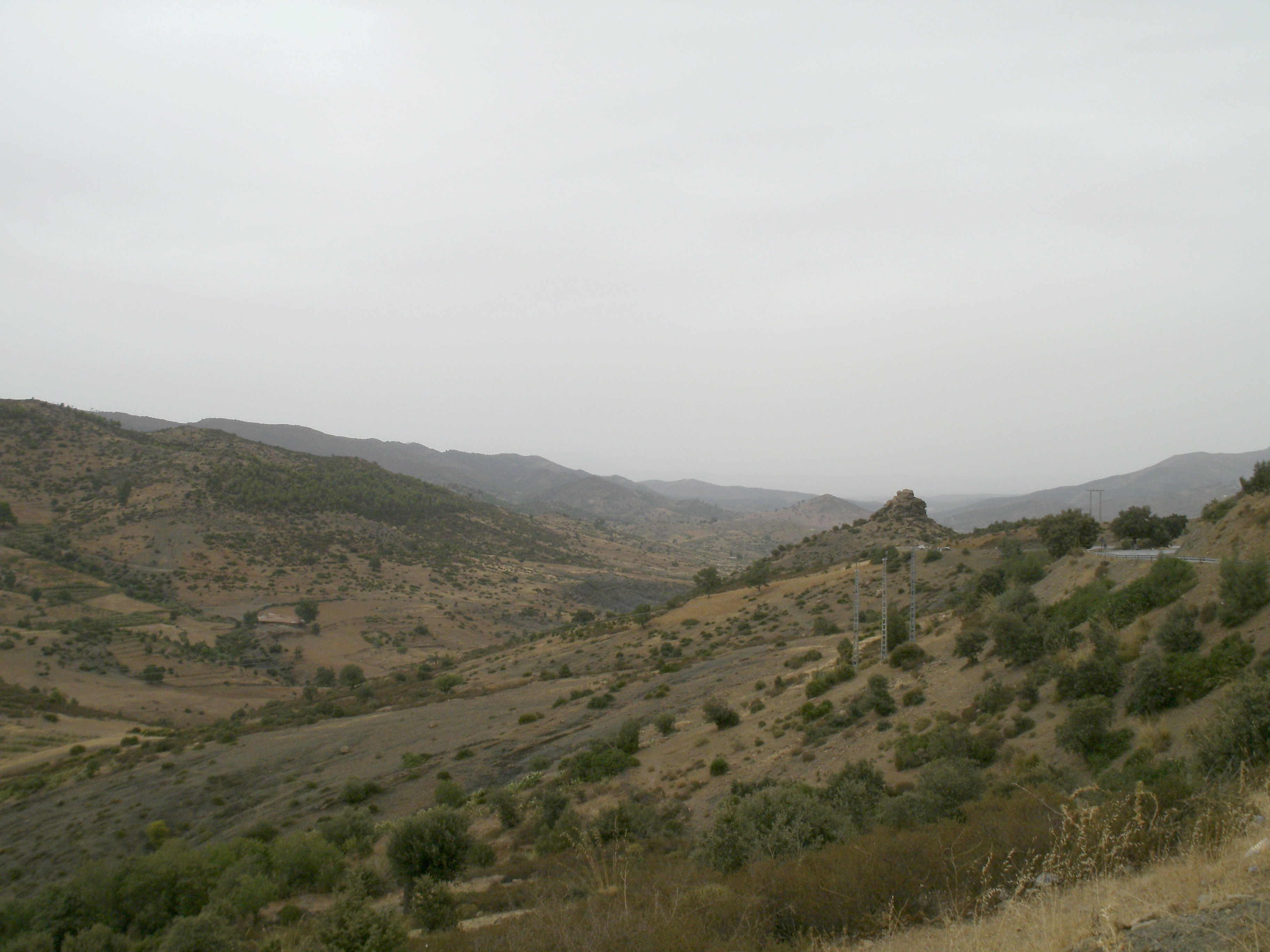
Paisatge de l'Ouarsenis prop de Tarik Ibn Ziad